# Swansea
Swansea (galeză Abertawe) este un oraș și una dintre cele 22 zone de consiliu ale Țării Galilor.

## Personalități născute aici
- William Molloy (1918 - 2001), om politic, europarlamentar;
- John Charles (1931 - 2004), fotbalist;
- Clive Granger (n. 1934 - 2009), economist, laureat Nobel;
- Alan Woods (n. 1944), politician, scriitor;
- Terry Williams (n. 1948), baterist;
- Rowan Williams (n. 1950), arhiepiscop de Canterbury;
- Laurence Cottle (n. 1961), chitarist;
- Catherine Zeta-Jones (n. 1969), actriță;
- Shaheen Jafargholi (n. 1997), cântăreț.